# De Grote Freakshow
De Grote Freakshow is het eerste deel van de twaalfdelige reeks De wereld van Darren Shan, die geschreven werd door de Ierse schrijver Darren Shan.

## Het verhaal
Centraal staat een jongen genaamd Darren Shan. Op een dag neemt een van zijn vrienden, Alan Morris, een folder over het Cirque Du Freak, een freakshow, mee naar school. Darren en zijn vrienden, Steve Leonard (met als bijnaam Steve Leopard), Tommy Jones en Alan Morris, lezen de folder en besluiten ernaartoe te gaan, maar ze hebben maar twee kaartjes kunnen krijgen, Steve mocht al zeker mee omdat hij de kaartjes bemachtigd had, na een besluit om het overgebleven kaartje in de lucht te gooien met een paar blanco papiertjes. Degene die een van de kaartjes te pakken kreeg, zal ernaartoe gaan met Steve. Uiteindelijk wint Darren.
Het Cirque du Freak is echter geen gewone freakshow. De ernst van de zaak wordt maar pas duidelijk als de Wolfman een vrouw uit het publiek een hand afbijt. In het Cirque du Freak treedt ook meneer Crepsley, een vampier, op samen met zijn reusachtige spin Madame Octa. Darren heeft er geen idee van dat Crepsley een vampier is. Wel reageert zijn vriend Steve erg vreemd als hij Crepsley ziet. Darren besteed er echter geen aandacht aan. Hij is gefascineerd door het beest.
Na de voorstelling zegt Steve tegen Darren dat hij alleen naar huis moet gaan en dat hij niet meegaat. Darren volgt Steve echter en ziet hem samen met meneer Crepsley. Steve vraagt Crepsley van hem ook een vampier te maken. In ruil daarvoor zal Steve hem dienen. Aanvankelijk stemt de vampier daarmee in, maar als hij van Steves bloed proeft, merkt hij dat er slecht bloed door zijn aderen vloeit; bijgevolg weigert hij verder te gaan. Steve wordt razend en zweert de vampier dat hij later een vampierjager zal worden en hem zal doden. Daarop gaan zowel Steve als Darren weer naar huis. Terug thuis kan Darren alleen maar aan Crepsleys spin denken. Hij besluit dus om terug te gaan en de spin te stelen. Hij slaagt in zijn opzet en is blij met zijn nieuw huisdiertje. Op een dag laat hij de spin en de trucjes die hij kon aan Steve zien. Als Darrens zusje zijn kamer binnen komt en Darren zijn concentratie verliest op de spin madame Octa, bijt de spin Steve met haar giftige tanden. De jongen verliest prompt het bewustzijn en moet naar het ziekenhuis gebracht worden. In al zijn woede keilt Darren de kooi met madame octa (zeer grote en giftige spin) door het raam. Als hij daar spijt van krijgt en door het raam naar beneden kijkt, ziet hij dat de kooi de grond nooit geraakt heeft, maar opgevangen werd door de vampier!
Darren gaat op zoek naar meneer Crepsley (en vindt hem ook). Hij eist dat meneer Crepsley Steve geneest. De vampier zegt dat hij dat zal doen, maar op één voorwaarde: dat Darren een halfvampier wordt en zich bij hem voegt als zijn assistent. Darren besluit dat te doen om zijn vriend te redden. Meneer Crepsley pompt daarop zijn vampiersbloed in Darrens bloedvaten. Daarna gaan ze naar het ziekenhuis en geneest meneer Crepsley Steve. Dan wordt Darren echter door vrees bevangen en hij ontvlucht de vampier, die hem naroept dat hij nu een wezen van de nacht is en dat hij hem ooit weer zal opzoeken en hem om hulp zal smeken. Darren probeert zijn gewone leventje weer op te nemen, maar dat wordt al gauw onmogelijk. Zijn nagels en tanden worden ijzersterk: zijn zakken scheuren als hij zijn handen erin stopt en hij bijt zijn bestek af. Hij moet zich inhouden om niet te veel van zijn nieuwe krachten te tonen aan de buitenwereld. Steve wordt achterdochtig. Maar wat de doorslag geeft is zijn drang naar bloed. Als hij het bloed van Alan, een klasgenoot, ziet, kan hij zichzelf niet inhouden en drinkt ervan. Die avond wordt hij opnieuw door die drang overvallen en bijna drinkt hij het bloed van zijn eigen zusje. Hij besluit dat het zo niet verder kan.
Hij zoekt Crepsley weer op en vraagt hem wat hij moet doen. Ze besluiten zijn dood in scène te zetten. Darren neemt een drank in die hem schijndood maakt en hem tevens verdooft zodat hij niet onderhevig is aan pijn. Daarop breekt Crepsley voorzichtig zijn nek en gooit hij hem daarna door zijn slaapkamerraam, zodat iedereen zal denken dat hij uit het raam gevallen is en daarbij zijn nek gebroken heeft.
Darrens begrafenis wordt voorbereid. Op een nacht voelt hij hoe iemand een stukje papier onder zijn tong legt en met een naald in hem prikt en zijn vingertoppen bestudeerd. De ervaring beangstigt hem. Uiteindelijk wordt hij begraven. Terwijl Darren onder de grond ligt, werkt het drankje uit: hij kan zich weer bewegen, begint te ademen... Uiteindelijk graaft Crepsley hem op. Terwijl de vampier het graf dichtgooit, wordt Darren op het kerkhof door Steve bedreigd. Deze vertelt hem dat hij weet dat hij een vampier is en degene was die hem 's nachts bezocht om te kijken of hij nog leefde. Hij zweert dat hij Darren en Crepsley later allebei zal vermoorden, maar dat hij nu nog niet sterk genoeg is. Dan gaat hij weg en verlaten Darren en meneer Crepsley het kerkhof, om aan hun grote avontuur te beginnen...